# Division 1 1990-91
La Division 1 1990-91 fue la 52.ª temporada del fútbol francés profesional. Olympique de Marsella resultó campeón con 55 puntos, obteniendo su séptimo título.

## Equipos participantes
| Equipo                 | Ciudad        | Estadio                 |
| ---------------------- | ------------- | ----------------------- |
| AJ Auxerre             | Auxerre       | L'Abbé-Deschamps        |
| FCG Bordeaux           | Burdeos       | Jacques Chaban-Delmas   |
| Stade Brest            | Brest         | Francis-Le Blé          |
| SM Caen                | Caen          | De Venoix               |
| AS Cannes              | Cannes        | Pierre de Coubertin     |
| Lille OSC              | Lille         | Grimonprez Jooris       |
| Olympique de Lyon      | Lyon          | Gerland                 |
| Olympique de Marseille | Marsella      | Vélodrome               |
| FC Metz                | Metz          | Saint-Symphorien        |
| AS Monaco FC           | Mónaco        | Luis II                 |
| Montpellier HSC        | Montpellier   | La Mosson               |
| AS Nancy               | Nancy         | Marcel Picot            |
| FC Nantes              | Nantes        | La Beaujoire            |
| OGC Nice               | Niza          | Du Ray                  |
| Paris Saint-Germain    | París         | Parque de los Príncipes |
| Stade Rennais          | Rennes        | Route de Lorient        |
| AS Saint-Étienne       | Saint-Étienne | Geoffroy-Guichard       |
| FC Sochaux-Montbéliard | Sochaux       | Auguste Bonal           |
| Sporting Toulon Var    | Tolón         | Bon Rencontre           |
| Toulouse FC            | Toulouse      | Stadium de Toulouse     |

## Tabla de posiciones
| Pos. | Equipo              | Pts. | PJ | G  | E  | P  | GF | GC | Dif. | Clasificación                                |
| ---- | ------------------- | ---- | -- | -- | -- | -- | -- | -- | ---- | -------------------------------------------- |
| 1    | Marseille (C)       | 55   | 38 | 22 | 11 | 5  | 67 | 28 | +39  | Clasificado a la Copa de Campeones de Europa |
| 2    | Monaco              | 51   | 38 | 20 | 11 | 7  | 51 | 30 | +21  | Clasificado a la Recopa de Europa            |
| 3    | Auxerre             | 48   | 38 | 19 | 10 | 9  | 63 | 36 | +27  | Clasificado a la Copa de la UEFA             |
| 4    | Cannes              | 41   | 38 | 12 | 17 | 9  | 32 | 28 | +4   | Clasificado a la Copa de la UEFA             |
| 5    | Lyon                | 41   | 38 | 15 | 11 | 12 | 39 | 44 | −5   | Clasificado a la Copa de la UEFA             |
| 6    | Lille               | 39   | 38 | 11 | 17 | 10 | 39 | 37 | +2   |                                              |
| 7    | Montpellier         | 38   | 38 | 12 | 14 | 12 | 44 | 35 | +9   |                                              |
| 8    | Caen                | 38   | 38 | 13 | 12 | 13 | 38 | 36 | +2   |                                              |
| 9    | Paris Saint-Germain | 38   | 38 | 13 | 12 | 13 | 40 | 42 | −2   |                                              |
| 10   | Bordeaux (D)        | 37   | 38 | 11 | 15 | 12 | 34 | 32 | +2   | Descenso a Division 2                        |
| 11   | Brest (D)           | 37   | 38 | 11 | 15 | 12 | 45 | 46 | −1   | Descenso a Division 2                        |
| 12   | Metz                | 36   | 38 | 12 | 12 | 14 | 44 | 51 | −7   |                                              |
| 13   | Saint-Étienne       | 35   | 38 | 13 | 9  | 16 | 40 | 46 | −6   |                                              |
| 14   | Nice (D)            | 34   | 38 | 10 | 14 | 14 | 40 | 42 | −2   | Descenso a Division 2                        |
| 15   | Nantes              | 34   | 38 | 9  | 16 | 13 | 34 | 44 | −10  |                                              |
| 16   | Toulon              | 34   | 38 | 9  | 16 | 13 | 31 | 41 | −10  |                                              |
| 17   | Nancy               | 33   | 38 | 11 | 11 | 16 | 38 | 58 | −20  |                                              |
| 18   | Sochaux-Montbéliard | 32   | 38 | 8  | 16 | 14 | 24 | 33 | −9   |                                              |
| 19   | Toulouse            | 31   | 38 | 8  | 15 | 15 | 33 | 45 | −12  |                                              |
| 20   | Rennes              | 28   | 38 | 7  | 14 | 17 | 29 | 51 | −22  |                                              |

 Fuente: Footballdatabase.eu
Notas:
1. 1 2 3  Bordeaux, Brest y Nice descendieron de categoría de forma administrativa por tener problemas financieros
2. 1 2 3  Sochaux, Toulouse y Rennes permanecieron en la Division 1 para ocupar las plazas vacantes provocadas por los descensos administrativos

## Resultados
| Local \ Visitante   | AUX | BOR | BRE | CAE | CAN | LIL | LYO | MAR | MET | MOC | MOT | NAC | NAT | NIC | PSG | REN | STE | SOC | TON | TOL |
| ------------------- | --- | --- | --- | --- | --- | --- | --- | --- | --- | --- | --- | --- | --- | --- | --- | --- | --- | --- | --- | --- |
| Auxerre             | —   | 0–0 | 2–2 | 3–0 | 0–3 | 3–2 | 1–0 | 4–0 | 3–1 | 0–1 | 3–2 | 1–1 | 0–2 | 5–1 | 0–1 | 4–0 | 2–0 | 4–1 | 3–0 | 2–1 |
| Bordeaux            | 1–1 | —   | 1–4 | 1–1 | 1–1 | 1–1 | 0–0 | 1–1 | 1–1 | 0–0 | 1–0 | 5–0 | 2–0 | 3–0 | 3–0 | 1–0 | 2–1 | 1–0 | 0–1 | 2–1 |
| Brest               | 1–3 | 4–0 | —   | 5–0 | 3–2 | 1–0 | 3–0 | 1–1 | 1–0 | 1–2 | 1–1 | 3–3 | 1–0 | 4–0 | 0–0 | 0–0 | 0–1 | 0–0 | 2–2 | 0–0 |
| Caen                | 0–1 | 2–0 | 1–2 | —   | 0–1 | 0–0 | 1–0 | 0–0 | 4–1 | 0–2 | 1–0 | 4–1 | 1–0 | 2–1 | 2–0 | 2–0 | 1–0 | 2–0 | 2–0 | 2–0 |
| Cannes              | 0–3 | 1–1 | 0–0 | 1–1 | —   | 2–1 | 3–2 | 0–0 | 0–1 | 1–2 | 2–1 | 1–0 | 2–1 | 2–1 | 2–0 | 1–0 | 0–1 | 1–1 | 0–0 | 0–0 |
| Lille               | 1–0 | 0–0 | 1–0 | 1–0 | 0–2 | —   | 1–1 | 1–0 | 4–1 | 0–0 | 1–0 | 0–2 | 1–1 | 0–0 | 0–0 | 1–1 | 3–2 | 0–1 | 4–1 | 3–0 |
| Lyon                | 1–0 | 1–0 | 2–0 | 3–2 | 1–0 | 2–1 | —   | 2–2 | 3–1 | 1–0 | 3–3 | 0–1 | 2–0 | 1–0 | 0–0 | 0–0 | 1–1 | 1–0 | 1–1 | 4–1 |
| Marseille           | 1–0 | 2–1 | 3–1 | 0–1 | 2–1 | 2–0 | 7–0 | —   | 3–0 | 1–0 | 2–0 | 6–2 | 6–0 | 1–0 | 2–1 | 4–1 | 3–1 | 0–0 | 3–3 | 1–0 |
| Metz                | 1–0 | 1–0 | 0–0 | 1–1 | 0–0 | 2–2 | 1–2 | 0–2 | —   | 1–1 | 0–0 | 4–0 | 2–0 | 1–0 | 2–2 | 2–0 | 3–1 | 2–2 | 0–0 | 2–1 |
| Monaco              | 0–0 | 2–0 | 5–0 | 2–0 | 0–0 | 1–1 | 0–0 | 1–3 | 2–0 | —   | 3–1 | 2–2 | 2–1 | 2–1 | 2–0 | 2–1 | 2–0 | 1–0 | 2–1 | 2–1 |
| Montpellier         | 1–2 | 2–1 | 1–0 | 0–0 | 0–0 | 1–2 | 1–0 | 0–0 | 5–2 | 2–1 | —   | 5–0 | 1–1 | 3–0 | 4–0 | 1–0 | 0–0 | 2–0 | 0–0 | 2–0 |
| Nancy               | 1–1 | 0–2 | 0–0 | 0–0 | 2–0 | 1–1 | 2–0 | 2–0 | 0–1 | 4–0 | 1–1 | —   | 3–2 | 2–1 | 0–2 | 0–0 | 1–0 | 2–0 | 2–1 | 1–1 |
| Nantes              | 2–3 | 0–0 | 1–0 | 0–0 | 1–0 | 0–0 | 0–0 | 1–1 | 1–1 | 3–1 | 1–1 | 1–0 | —   | 2–2 | 2–0 | 2–0 | 2–1 | 0–0 | 0–0 | 0–0 |
| Nice                | 1–1 | 0–0 | 2–0 | 0–0 | 0–0 | 4–1 | 1–1 | 0–1 | 1–2 | 0–0 | 2–0 | 3–0 | 1–1 | —   | 1–1 | 2–2 | 2–0 | 3–0 | 0–0 | 1–1 |
| Paris Saint-Germain | 1–1 | 1–0 | 1–1 | 3–2 | 0–0 | 2–0 | 3–0 | 0–1 | 2–1 | 0–2 | 2–0 | 2–1 | 1–1 | 0–2 | —   | 1–1 | 4–2 | 0–2 | 4–0 | 3–0 |
| Rennes              | 2–2 | 2–1 | 3–0 | 1–1 | 1–1 | 1–3 | 2–0 | 1–1 | 0–2 | 1–1 | 1–2 | 1–0 | 2–0 | 0–3 | 2–1 | —   | 0–2 | 1–1 | 0–0 | 2–0 |
| Saint-Étienne       | 2–1 | 0–0 | 6–1 | 0–0 | 1–0 | 0–0 | 0–1 | 1–1 | 2–1 | 1–0 | 1–0 | 4–1 | 1–3 | 1–0 | 1–1 | 0–0 | —   | 2–1 | 3–0 | 1–4 |
| Sochaux-Montbéliard | 0–1 | 1–0 | 1–1 | 1–0 | 0–0 | 0–0 | 1–2 | 2–1 | 1–1 | 0–2 | 0–0 | 1–0 | 1–1 | 0–0 | 0–0 | 4–0 | 2–0 | —   | 0–0 | 0–1 |
| Toulon              | 2–3 | 0–2 | 1–2 | 0–0 | 0–0 | 0–0 | 1–0 | 0–1 | 2–1 | 1–1 | 1–1 | 2–0 | 3–1 | 1–2 | 0–0 | 1–0 | 3–0 | 1–0 | —   | 1–0 |
| Toulouse            | 0–0 | 0–0 | 0–0 | 3–2 | 2–2 | 2–2 | 3–1 | 0–2 | 2–1 | 1–2 | 0–0 | 0–0 | 2–0 | 1–2 | 2–1 | 2–0 | 0–0 | 0–0 | 1–1 | —   |

Promovidos de la Division 2, quienes jugarán en la Division 1 1991/92:
- Le Havre AC: Campeón de la Division 2, ganador de la Division 2 grupo B.
- Nîmes Olympique: Subcampeón, ganador de la Division 2 grupo A.
- Lens: Tercer lugar, ganador de la eliminatoria de ascenso.

## Goleadores
| #  | Jugador             | Nacionalidad | Club                   | Goles |
| -- | ------------------- | ------------ | ---------------------- | ----- |
| 1  | Jean-Pierre Papin   | Francia      | Olympique Marsella     | 23    |
| 2  | Kálmán Kovács       | Hungría      | Auxerre                | 15    |
| 3  | Laurent Blanc       | Francia      | Montpellier HSC        | 14    |
| 3  | Enzo Scifo          | Bélgica      | Auxerre                | 14    |
| 5  | Aljoša Asanović     | Croacia      | FC Metz                | 14    |
| 5  | François Omam-Biyik | Camerún      | Stade Rennais          | 13    |
| 7  | Bernard Ferrer      | Francia      | Stade Brest            | 12    |
| 7  | Daniel Xuereb       | Francia      | Montpellier HSC        | 12    |
| 9  | Fabrice Divert      | Francia      | SM Caen                | 11    |
| 10 | Jules Bocandé       | Senegal      | OGC Nice               | 10    |
| 10 | François Brisson    | Francia      | Lille                  | 10    |
| 10 | François Calderaro  | Francia      | FC Metz                | 10    |
| 10 | Christophe Cocard   | Francia      | Auxerre                | 10    |
| 10 | Fabrice Mege        | Francia      | OGC Nice               | 10    |
| 10 | Amara Simba         | Francia      | AS Cannes              | 10    |
| 10 | Safet Sušić         | Yugoslavia   | Paris Saint-Germain FC | 10    |
| 10 | Ryszard Tarasiewicz | Polonia      | AS Nancy               | 10    |
| 10 | Zlatko Vujović      | Yugoslavia   | Paris Saint-Germain FC | 10    |
| 10 | George Weah         | Liberia      | AS Monaco FC           | 10    |